# SN 2006nv
SN 2006nv – supernowa typu Ia odkryta 28 października 2006 roku w galaktyce A001229-0058. W momencie odkrycia miała maksymalną jasność 22,10m.